# Muslim

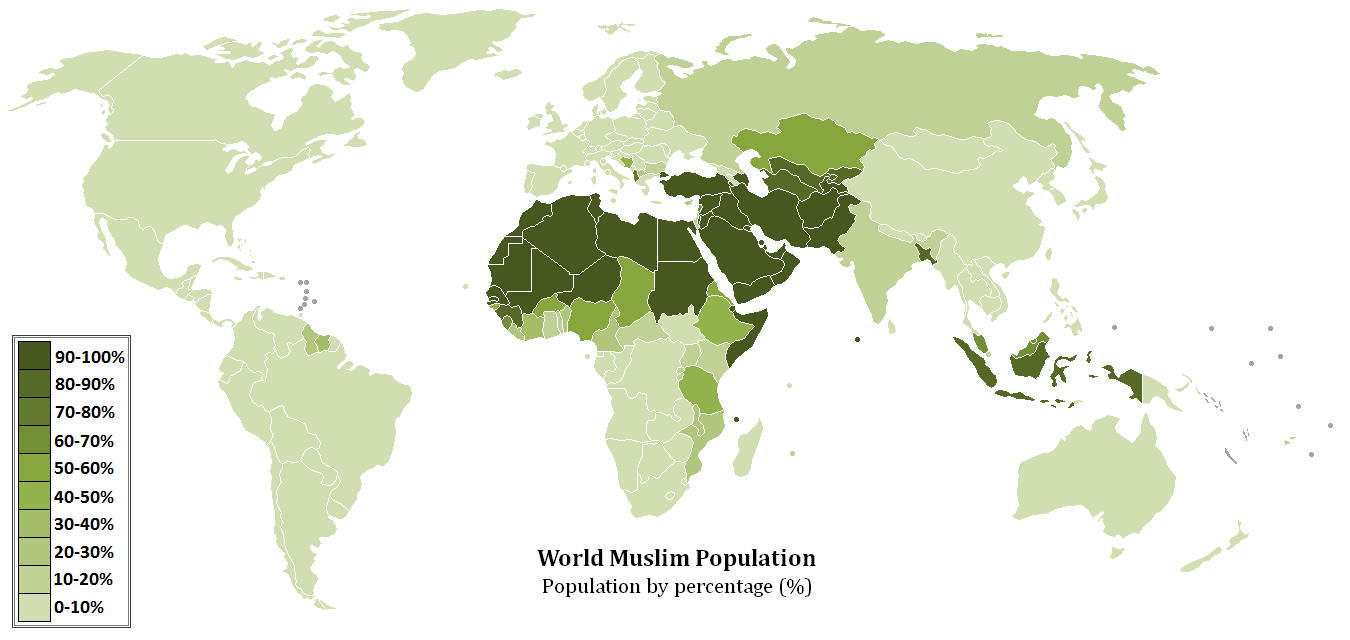
Muslimská populace ve světě (v %)

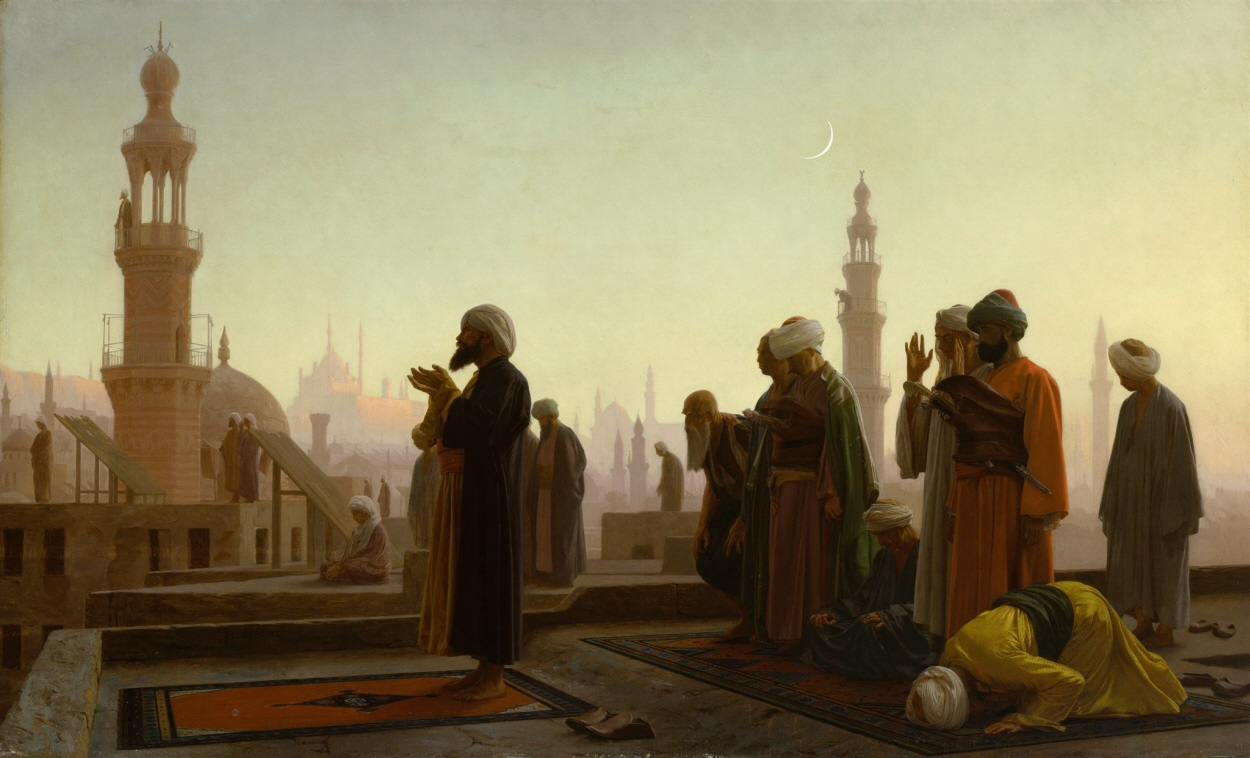
Modlící se muslimové v Káhiře, 1865, Jean-Léon Gérôme

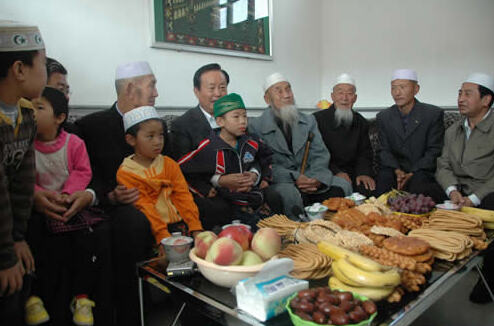
Muslimští Chuejové

Muslim (arabsky مسلم‎) je vyznavač islámu, monoteistického abrahámovského náboženství. Femininum pro muslimku zní v arabštině „muslima(t)“ (مسلمة‎). Význam arabského slova „muslim“ je pokorný (vůči Bohu Stvořiteli - arabsky ٱَللَّٰهْ‎ [ allah ] ). Perská forma, používaná v Íránu, Afghánistánu, Pákistánu, Indii i jinde, je musalmán (مسلمان), z toho pochází české řídce užívané a zastaralé musulman, musulmanka, které má nádech archaismu.

## Jiná označení v češtině
V českém prostředí se pro vyznavače islámu používá i řada zastaralých a hanlivých označení, v novověkých cestopisech někdy pojem muslim splývá s označením Turek. Mezi starší hanlivé výrazy patří například saracéni – pravděpodobně zkomoleninu slova šarqíjún (Orientálci), hagaréni či izmaelité – tato označení naráží na legendu o Abrahámovské genealogii Arabů, z rodu Izmaele, Abrahamova prvorozeného syna, jehož mu porodila otrokyně Hagar. Někdy se také používá pojem mohamedán, který sami muslimové chápou jako nesprávný a hanlivý, protože uctívají pouze Boha Stvořitele (arabsky  ٱَللَّٰهْ‎ [ allah ] ), nikoliv proroka Muhammada. Dalším zastaralým obecným a expresivním označením je machometán.
Slovem Muslim, Muslimové (s velkým počátečním písmenem) se označuje etnická skupina Bosňáci (jiný význam mají Bosňané, obyvatelé Bosny), popřípadě Muslimani.

## Muslimové ve světě
Celkový počet muslimů se odhaduje (k roku 2010) asi na 1,6 miliardy a představují tak necelou čtvrtinu světové populace. Jedná se po křesťanech (2,2 miliardy) o druhou největší náboženskou skupinu světa. Převážná část muslimů jsou sunnité (75–90 %), většina zbývajících se hlásí k ší'itskému islámu; kromě těchto dvou hlavních větví islámu existují i další, například cháridža.

## Muslimové v Česku
Jedním z významných Čechů, který mezi světovými válkami konvertoval k islámu, byl cestovatel a spisovatel Alois Bohdan Brixius (1903–1959, po přijetí islámu Hadži Mohamed Abdalláh Brikcius), redaktor časopisu hnutí Vlajka. Byl prvním předsedou české Náboženské rady muslimské (1935), která v té době sdružovala asi 700 členů.